# Les Guerriers (téléfilm)
Pour les articles homonymes, voir Les Guerriers.
Les Guerriers (2004) est un téléfilm québécois réalisé par Micheline Lanctôt et mettant en vedette Patrick Huard et Dan Bigras. C'est une adaptation télévisuelle de la pièce de théâtre Les Guerriers de Michel Garneau écrite en 1987.

## Synopsis
Deux publicitaires, Paul (Huard) et Gilles (Bigras), se séquestrent plusieurs jours pour trouver un nouveau slogan pour les Forces armées.

## Réalisation de l'œuvre
Micheline Lactôt affirme qu'elle avait l'idée d'adapter cette pièce dès 1992, mais qu'elle n'arrivait pas à trouver des producteurs intéressés.

## Distribution
- Patrick Huard : Paul
- Dan Bigras : Gilles
- Harald Winter : Carl von Clausewitz

## Note
1. ↑  Maxime Demers, « Patrick Huard et Dan Bigras, Les Guerriers », Le Journal de Montréal, 26 novembre 2003 (consulté le 11 janvier 2009)